# روتندورف
روتندورف (به آلمانی: Rottendorf) یک شهر در آلمان است که در Würzburg واقع شده‌است.

## خواهرخوانده
شهر Troarn خواهرخواندهٔ روتندورف هست.